# Рокафорте дел Греко
Рокафорте дел Греко (итал. Roccaforte del Greco) је насеље у Италији у округу Ређо ди Калабрија, региону Калабрија.
Према процени из 2011. у насељу је живело 520 становника. Насеље се налази на надморској висини од 931 м.

## Становништво
Према резултатима пописа становништва 2011. у општини је живело 550 становника.
| 1931. | 1936. | 1951. | 1961. | 1971. | 1981. | 1991. | 2001. | 2011. |
| ----- | ----- | ----- | ----- | ----- | ----- | ----- | ----- | ----- |
| 1.940 | 1.933 | 1.778 | 1.740 | 1.377 | 1.186 | 1.213 | 802   | 550   |